# Planococcus indicus
Planococcus indicus är en insektsart som beskrevs av Rajendra Kumar Avasthi och S. Adam Shafee 1987. Planococcus indicus ingår i släktet Planococcus och familjen ullsköldlöss. Inga underarter finns listade i Catalogue of Life.